# 甘泉苑
甘泉苑是中華人民共和國上海市普陀区甘泉路街道的一個住宅小區，佔地面积11.25公顷，建筑面积17.6万平方米，設有平利、灵石两个居民委员会。甘泉苑於1987年3月開始建造，1995年2月竣工。1995年3月，甘泉苑被中央精神文明建設指導委員會命名为全国文明小区，因而甘泉苑成为当时上海第一个全国文明小区。1995年3月24日，中華人民共和國建设部部长侯捷视察甘泉苑，并給甘泉苑题词：“建设住宅，为民造福”。1995年12月18日，中共北京市委副书记李志坚等8人参观甘泉苑。1996年9月23日，中共上海市委书记黄菊视察甘泉苑。截至2010年，小区内有居民2852户，近8000人。